# 开慧镇
开慧镇位于湖南省长沙县北部，地处长沙县、汨罗市和平江县三县市交汇处。地缘上，开慧镇北部与平江县向家镇接壤，西部与汨罗市李家塅镇为邻，南部与福临镇交界，东部与白沙乡相连，全乡总面积54平方公里，总人口19,553人（2000年人口普查）；辖6个行政村、1个社区；乡政府驻板仓社区。

## 历史
开慧一地，因是毛澤東髮妻杨开慧的故乡而得名。今开慧，1949年属长沙县白石乡，1956年改为开慧乡；1958年属开慧公社，1983年改为开慧乡。开慧乡在1995年长沙地区撤区并乡镇之前属长沙县福临区，1995年福临区撤销后直属县政府。2004年村级区划调整，调整之前为14个村，分别为开慧村、葛佳村、开明村、毛家坳村、高山村、清泰村、狮冲村、永兴村、枫林市村、双华村、飘峰村、大华村、山田村和竹山村；区划调整后为6个村、1个社区。
2015年11月19日，将开慧镇和白沙镇成建制合并设立开慧镇。

## 行政区划
开慧镇现辖：
板仓社区、开慧村、开明村、葛佳山村、清泰桥村、枫林市村和飘峰山村。